# 喬氏貓
喬氏貓（学名：Leopardus geoffroyi），又名美洲雲豹或美洲漁豹，可能是南美洲最普遍的野生貓科。

## 命名
喬氏貓是以19世紀法國動物學家艾蒂安·若弗魯瓦·聖伊萊爾（Étienne Geoffroy Saint-Hilaire）來命名的。他發現了喬氏貓與其他物種的不同。

## 分佈
喬氏貓分佈在安地斯山脈、潘帕斯平原及大廈谷。

## 特徵
喬氏貓約長60厘米，高31厘米，大小如家貓，重2-4公斤，個別可以重達8公斤。牠們有黑色的斑點，毛色則會按地區而有所分別：在北部，一般都是呈黃褐色；在南部，一般都是呈灰色。無論是在野外或飼養底下，牠們都很易患上黑變病。

## 食性及繁殖
喬氏貓主要獵食齧齒目、細小的蜥蜴、昆蟲，且有時吃青蛙及魚類。牠們是頂級掠食者，位於食物鏈的頂部。雖然牠們似乎數量很豐富，但一些保育人士認為牠們大量被獵殺而需要關注。
懷孕的雌貓會很小心選擇產子的地方。幼貓成長得很快，只需約6星期就可以完全活動。